# Volta dei Dottori della Chiesa

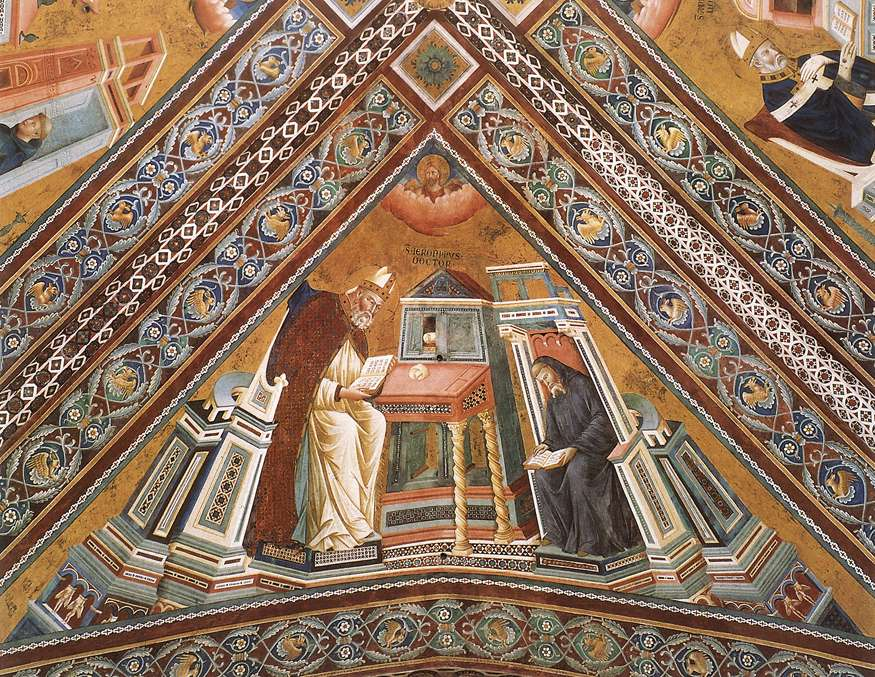
Saint Jérôme

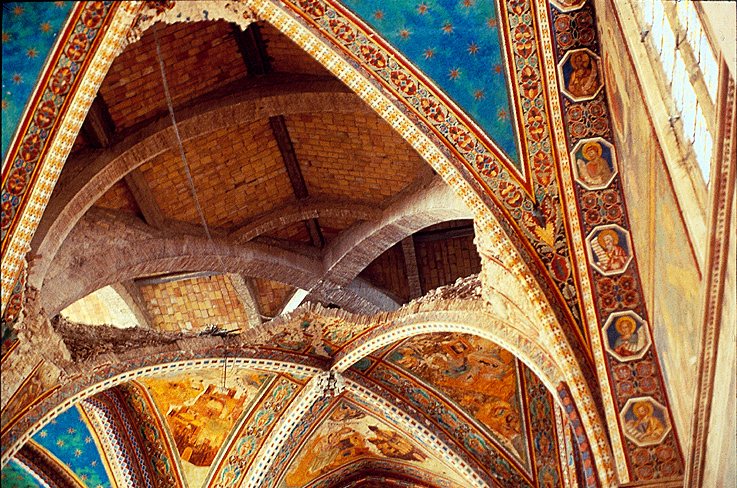
La voûte effondrée, 1997

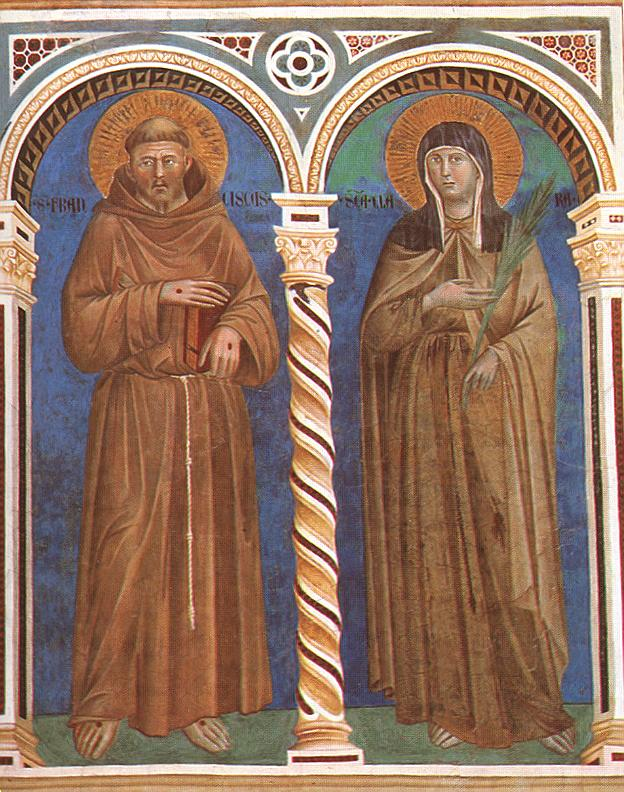
Saint François et Sainte Claire

La Volta dei Dottori della Chiesa  (soit la Voûte des Docteurs de l'Église) est une peinture a fresque, attribuée au Maestro d'Isacco (probablement le jeune Giotto), datable de 1291-1295, située dans l'église  supérieure de la basilique Saint-François d'Assise.
La voûte s'étant écroulée lors du séisme de 1997, il ne reste plus aujourd'hui que quelques fragments malgré les restaurations.

## Historique
Giorgio Vasari a attribué la voûte à Cimabue, mais déjà au cours du XVIIIe siècle, cette hypothèse a été contestée (Della Valle, 1791). Les noms de divers artistes ont été cités, soit romains (Jacopo Torriti, Pietro Cavallini ou d'autres maîtres anonymes) ou toscans.
En particulier, un courant critique, initié par Henry Thode en 1885, a proposé le nom du Maestro d'Isacco, un élève de Cimabue qui pourrait être le jeune Giotto. Cette hypothèse a été confortée par Giovanni Previtali (1967), Luciano Bellosi (1982) et Miklós Boskovits (1983). Ce dernier parla avec moins de réserves du jeune Giotto, assisté de collaborateurs provenant de l'atelier de Jacopo Torriti.
À partir du milieu du XXe siècle jusqu'aux plus récentes études de Federico Zeri et Bruno Zanardi (2002), un nouveau courant a vu le jour. Celui-ci arrive à distinguer quatre « mains », une par voile, coordonnées par un « capomastro » (chef du chantier) légèrement plus âgé que Giotto, le Maestro d'Isacco « non Giotto ». Selon cette hypothèse, les plus importants « capimastri » se seraient partagés une travée chacun. En effet la carnation  des personnages du voile de la voûte est compatible avec celle des Storie di Isacco et des premières Storie di san Francesco.

## Description
Les Dottori della Chiesa (« Docteurs de l'Église » : Ambroise de Milan, Jérôme de Stridon, Grégoire le Grand et Augustin d'Hippone) étaient  représentés dans les quatre parties de la voûte. Ils sont représentés assis près d'un lutrin avec un clerc devant eux qui transcrit ce qu'ils dictent.
Les Docteurs de l'Église sont insérés dans des architectures colorés comme dans un miroir déformant afin d'adapter l'image à la forme de la vela, un expédient provenant de l'exemple des Évangélistes de Cimabue au-dessus de l'autel qui crée un effet de veduta da sott'in su (« vue de bas en haut »).
Elles comportent pour la première fois des décorations cosmatesques et des petites colonnes rappelant des œuvres de l'école romaine. Les détails sont très soignés avec l'écritoire du clerc près de saint Grégoire ou le rouleau sur lequel il écrit doté de deux trous en haut servant à  introduire un petit cordon.
En haut dans chaque voile, la tête du Rédempteur apparaît dans un demi cercle de nuages.
Les Docteurs de l'Église sont reconnaissables par les inscriptions qui en donnent le nom : 
- S. AMBROGIVS / DOCTOR ;
- S. IERONIMVS / DOCTOR ;
- S. AGVSTINVS / DOCTOR ;
- S. GREGORIVS / DOCTOR.

La lumière est intense et crée un fort contraste, qui accentue le volume des personnages.
Les draperies ont des profils tranchants et peu modelés comme dans les Storie di Isacco.
Dans l'intrados et l'envers de la façade, se trouvent deux couples de saints représentés sous deux petits arcs peints divisés par des petites colonnes. Leurs noms sont inscrits sur le haut, néanmoins pour certains ils sont  devenus illisibles.
Depuis le haut en commençant par la gauche on trouve :
- Pierre martyr et Dominique, suivis de Victorin de Pettau et Rufin d'Assise (évêque) et ensuite deux martyrs non identifiables ; puis à droite : François et Claire, Antoine abbé et Benoît, Agapito et Laurent, un roi et un saint.

## Sources
- (it) Cet article est partiellement ou en totalité issu de l’article de Wikipédia en italien intitulé « Volta dei Dottori della Chiesa » (voir la liste des auteurs).